# Víctor Barrio
Víctor Barrio Hernanz (ur. 29 maja 1987 w Grajera, zm. 9 lipca 2016 w Teruel) – hiszpański torreador.

## Życiorys
Swój pierwszy publiczny występ jako torreador miał 13 czerwca 2008, zaś jako pikador debiutował 29 lipca 2009 na arenie w Sepúlveda. Od 2012 był jednym z torreadorów występujących na głównej arenie korridy Las Ventas, w Madrycie. Był laureatem San Isidro.
Zginął podczas festiwalu La Vaquilla del Ángel w Teruel, na tamtejszej arenie podczas rytualnej walki z bykiem. W trakcie walki 529-kilogramowy byk o imieniu Lorenzo ugodził Barrio rogami dokonując perforacji klatki piersiowej. Pomimo reanimacji Barrio zmarł w szpitalu. Jego śmierć była przyczyną odwołania części wydarzeń związanych z festiwalem. Kondolencje rodzinie Barrio złożył również premier Hiszpanii Mariano Rajoy. Víctor Barrio jest pierwszym torreadorem w Hiszpanii, który zginął w wyniku korridy od śmierci José Cubero w dniu 30 sierpnia 1985 (z wyłączeniem dwóch banderilleros, którzy zginęli w 1992). Jego ostatnia walka i śmierć były transmitowane na żywo przez hiszpańską telewizję.